# Peptidilna glutaminaza
Peptidilna glutaminaza (EC 3.5.1.43, peptidoglutaminaza I, peptidglutaminaza, peptidoglutaminaza) je enzim sa sistematskim imenom peptidil--glutamin amidohidrolaza. Ovaj enzim katalizuje sledeću hemijsku reakciju
alfa--peptidil--glutamin + H2O {\displaystyle \rightleftharpoons } alfa-N-peptidil-L-glutamat + NH3
Ovaj enzim je specifičan za hidrolizu gama-amida glutamin supstituisanog na alfa-amino grupa, npr., glicil-L-glutamin, N-acetil-L-glutamin i L-leucilglicil-L-glutamin.

## Literatura
- Nicholas C. Price; Lewis Stevens (1999). Fundamentals of Enzymology: The Cell and Molecular Biology of Catalytic Proteins (Third изд.). USA: Oxford University Press. ISBN 019850229X.
- Eric J. Toone (2006). Advances in Enzymology and Related Areas of Molecular Biology, Protein Evolution (Volume 75 изд.). Wiley-Interscience. ISBN 0471205036.
- Branden C; Tooze J. Introduction to Protein Structure. New York, NY: Garland Publishing. ISBN 0-8153-2305-0.
- Irwin H. Segel. Enzyme Kinetics: Behavior and Analysis of Rapid Equilibrium and Steady-State Enzyme Systems (Book 44 изд.). Wiley Classics Library. ISBN 0471303097.

## Spoljašnje veze
- Peptidyl-glutaminase на 